# Avaricia

El Culto de Mammon (1909), la deidad del Nuevo Testamento de la avaricia material, por Evelyn De Morgan.

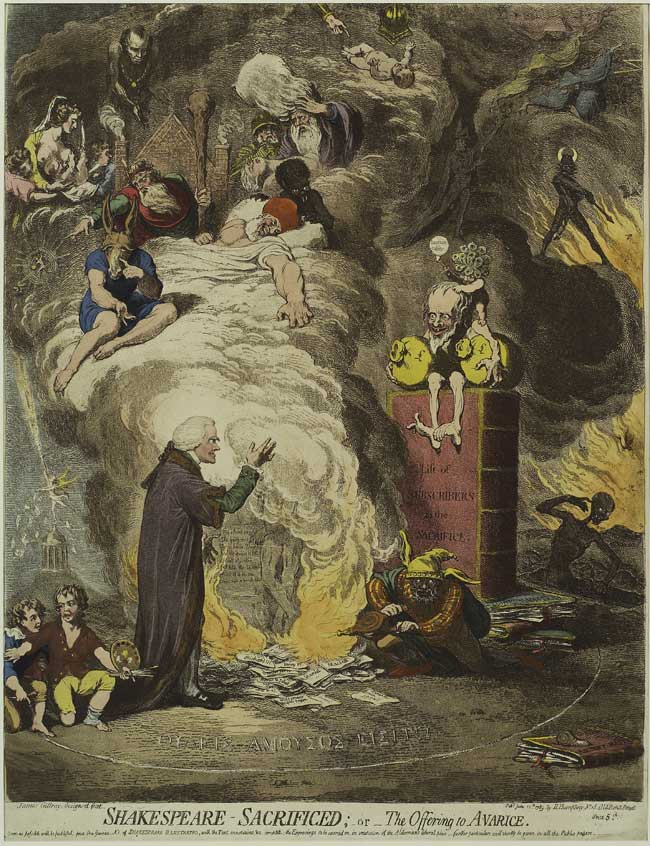
Shakespeare sacrificado: O el ofrecimiento a la avaricia por James Gillray.

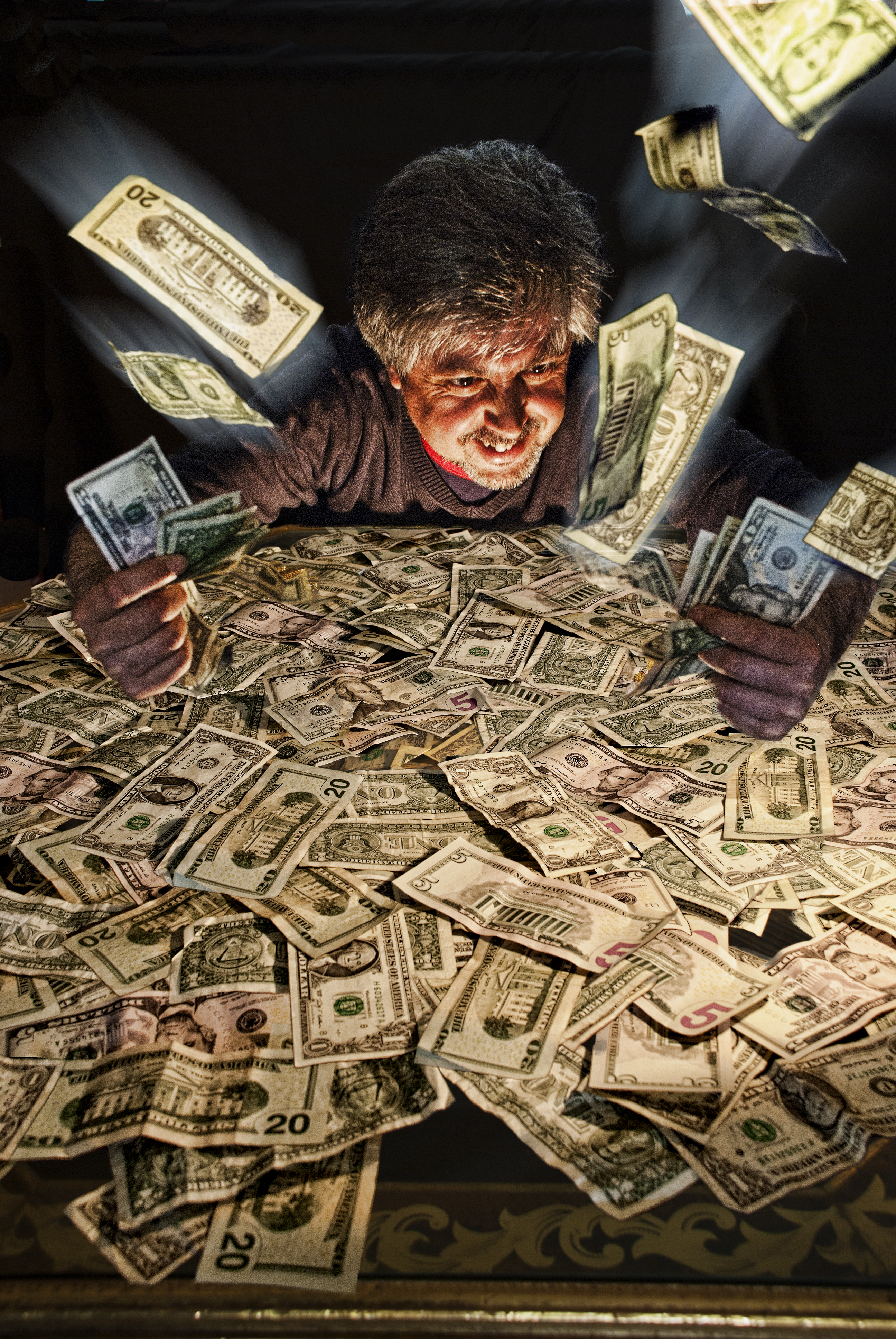
Avaricia (2012), por Jesús Solana

La avaricia (del latín, avaritia) es el afán o deseo desordenado de poseer riquezas, bienes, posesiones u objetos de valor abstracto con la intención de atesorarlos para uno mismo, mucho más allá de las cantidades requeridas para la supervivencia básica y la comodidad personal. Se le aplica el término a un deseo excesivo por la búsqueda de riquezas, estatus y poder. La codicia, por su parte, es el afán excesivo de riquezas, sin necesidad de querer atesorarlas. La codicia (o a veces la avaricia) se considera un pecado capital. Por otro lado, la tacañería es la condición de una persona poco dispuesta a gastar dinero, e incluso renuncia a tener comodidades básicas.

## Concepto psicológico
Como concepto psicológico y secular, la avaricia es un deseo desordenado de adquirir o poseer más de lo que uno necesita. El grado de alteración mental está relacionado con la incapacidad de controlar la reformulación de «deseos» en el momento que las «necesidades» son eliminadas. Erich Fromm describe la avaricia como «un pozo sin fondo que agota a la persona en un esfuerzo interminable de satisfacer la necesidad sin alcanzar nunca la satisfacción.» Por lo general el término se utiliza para criticar a aquellos que buscan la riqueza material excesiva, pero también es aplicable en situaciones donde la persona siente la necesidad de sentirse por encima de los demás desde un punto de vista moral, social, o de otra manera.
El síndrome de acumulación compulsiva o disposofobia es un trastorno psicológico caracterizado por la tendencia a la acumulación de artículos u objetos en forma excesiva en referencia a cantidades socialmente aceptadas y la incapacidad para deshacerse de ellos, incluso si los objetos no tiene valor, son peligrosos o insalubres. Este acaparamiento compulsivo puede afectar la movilidad en la vivienda e interfiere con las actividades básicas, como cocinar, limpiar, reposo, dormir y el uso de instalaciones sanitarias. El síndrome representa un apego excesivo a tales posesiones al punto que se incomodan si otros tocan sus cosas, o les angustia la idea de desechar o separarse de éstas debido a una necesidad percibida de guardarlas o rescatarlas. Una persona con trastorno de acumulación experimenta angustia ante tal idea y como resultado se produce una acumulación excesiva de artículos, independientemente de su valor real o sentimental.
No está del todo claro si el síndrome de acaparador compulsivo es un trastorno aislado o se combina con otros problemas, como el trastorno obsesivo-compulsivo o el síndrome de Diógenes.: A1  La presencia de este trastorno se estima del orden del 2 al 5 % en adultos, aunque es probable que se eleve con los reportes de paranoicos, esquizofrénicos, obsesivo-compulsivos

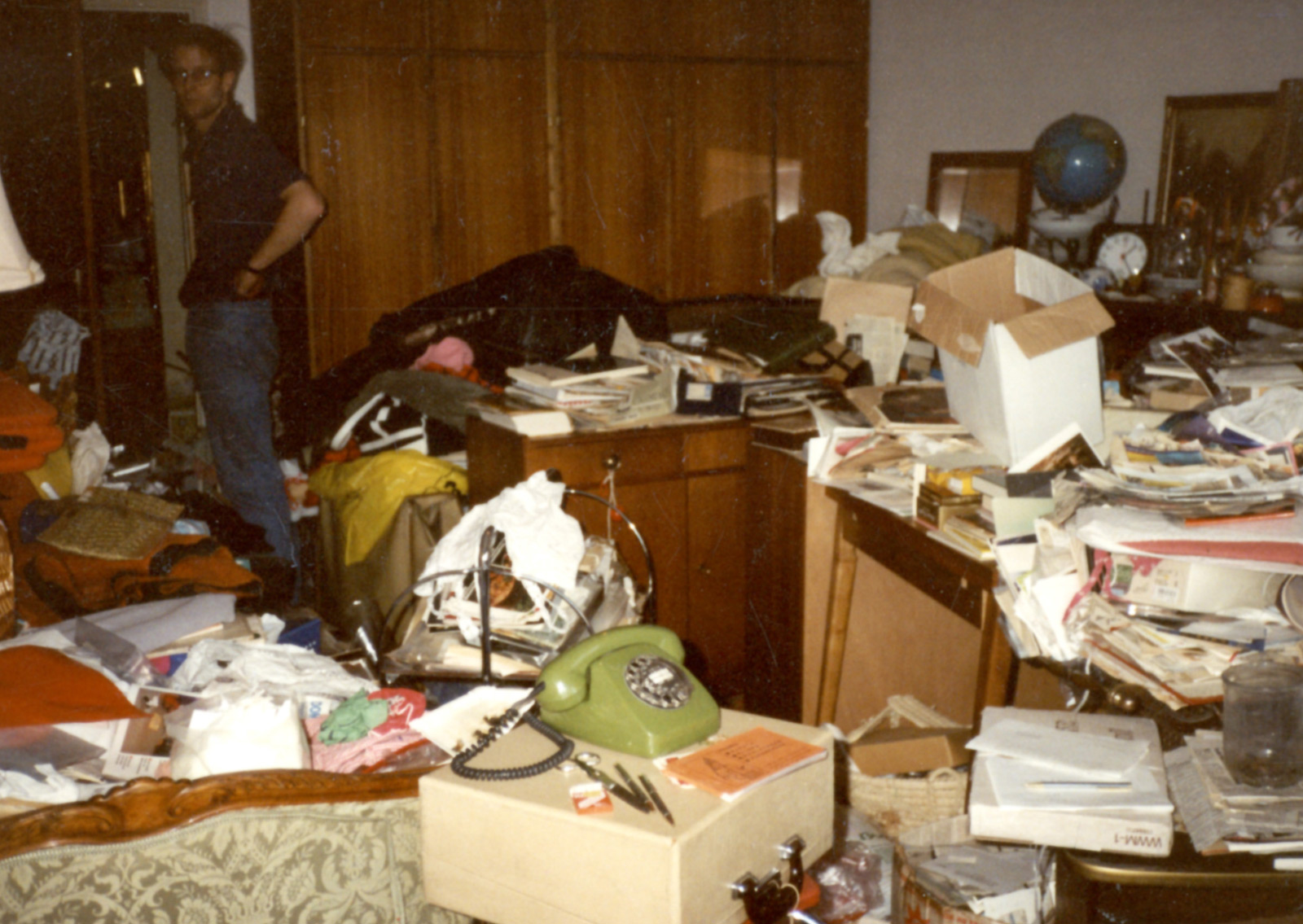
La casa de un acaparador compulsivo

## Concepto religioso

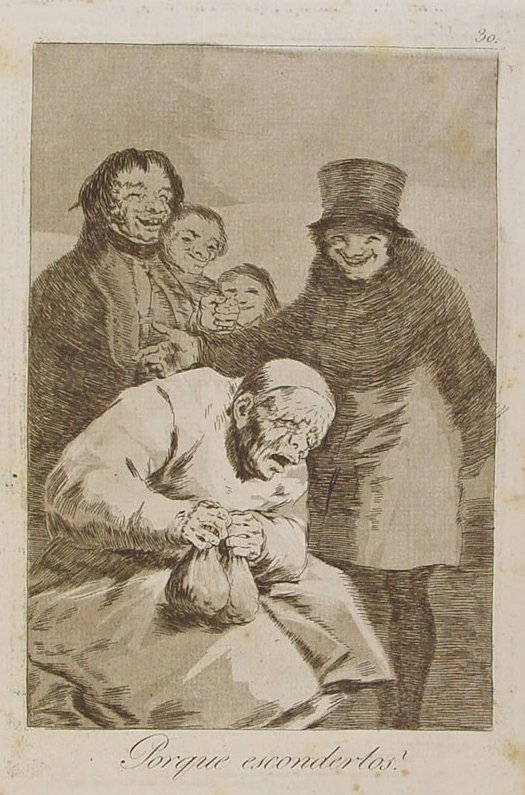
¿Por qué esconderlos?, grabado de Francisco de Goya para la serie Los Caprichos (1799), en la que se critica la avaricia de las altas esferas eclesiásticas de la España del siglo XVII.

En el catolicismo, la «codicia» es un concepto que describe muchos tipos de pecados. Estos incluyen deslealtad, traición deliberada, especialmente para el beneficio personal, como en el caso de dejarse sobornar. Búsqueda y acumulación de objetos, estafa, robo y asalto, especialmente con violencia, los engaños o la manipulación de la autoridad son todas acciones que pueden ser inspirados por la avaricia. Es de destacar también la corrupción y desigualdad social. Tales actos pueden incluir la simonía. [cita requerida]
Para San Agustín doctor de la iglesia, "La avaricia no es un vicio del oro, sino del hombre que ama perversamente el oro, dejando a un lado la justicia...(" De Civitate Dei XII, 8).
La generosidad es una de las Siete Virtudes que forman parte del Catecismo de la Iglesia Católica, la cual sirve para que el cristiano sepa cómo afrontar la tentación de avaricia.
Los budistas creen que la codicia está basada en una errada conexión material con la felicidad. Esto es causado por una perspectiva que exagera los aspectos de un objeto. [cita requerida] Según ellos una alto deseo de bienes naturales conlleva muchos sufrimientos para conseguirlo y más sufrimientos al perderlos al enfermarse, envejecer y o morir.

## Iconología
Se le da por atributo un lobo hambriento. Entre los poetas, Tántalo es el emblema del avaro. Para expresar que solo hace bien cuando muere, los italianos la han dado por divisa una víbora, con estas palabras: Offende viva, e risana morta, Hiere cuando vive y después de muerta cura. Se la puede también representar con una mujer que se aparta de un cuerno de la abundancia.

## Arte

### Pintura

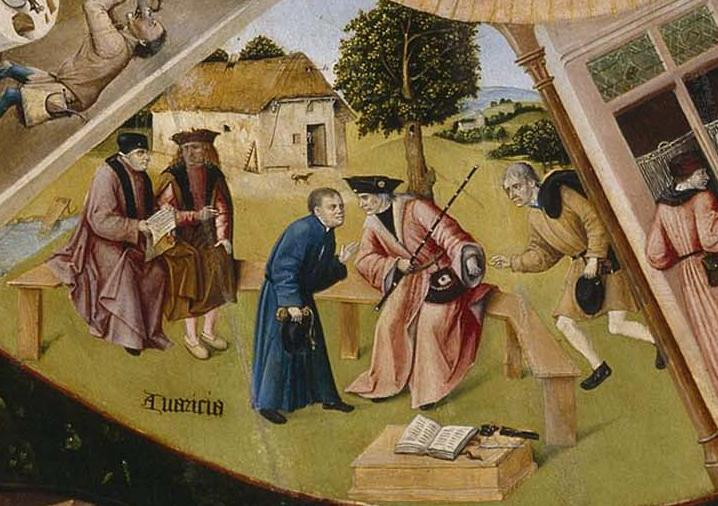
Detalle de Avaricia, Mesa de los pecados capitales por El Bosco. Es una escena de un juicio en el que el juez, lejos de impartir justicia, acepta un soborno de una de las partes o incluso de las dos partes en litigio.

### Cine
El cortometraje británico The Black Hole, de 3 minutos de duración, dirigido por Philip Samson y Olly Williams y protagonizado por Napoleon Ryan, muestra irónicamente, con humor negro, las consecuencias de la avaricia.